# Love and Monsters
Pour plus de détails, voir Fiche technique et Distribution.
Love and Monsters est une comédie horrifique post-apocalyptique américaine réalisée par Michael Matthews et sortie en 2020.

## Synopsis
La destruction de la météorite Agatha 616 avec des missiles atomiques a eu pour effet secondaire de transformer les animaux à sang froid en monstrueux kaijūs, menant à l'effondrement de la civilisation humaine. Sept ans après le « Monsterpocalypse », Joel Dawson (Dylan O'Brien), avec le reste de l'humanité, vit sous terre depuis que les créatures géantes ont pris le contrôle de la surface. Joel n'a pas la confiance des autres membres du groupe car il a tendance à se tétaniser face au danger.
Joel repense à sa petite amie du lycée, Aimee (Jessica Henwick), qu'il fréquentait à Fairfield avant que les évènements éclatent. Il est parvenu à renouer par radio avec elle, alors qu'elle est maintenant à 130 km dans une colonie côtière. Toujours amoureux d'elle et conscient qu'il n'y a plus rien pour lui ici sous terre, Joel décide contre toute logique de s'aventurer vers sa dulcinée, malgré tous les monstres dangereux qui se dressent sur son chemin. Il va au passage s'allier avec un chien, seul lui aussi, ainsi que d'autres survivants.

## Fiche technique
Sauf indication contraire, les informations mentionnées dans cette section peuvent être confirmées par la base de données cinématographiques IMDb,  présente dans la section « Liens externes ».
- Titre original et français : Love and Monsters
- Titre de travail : Monster Problems
- Réalisation : Michael Matthews
- Scénario : Brian Duffield (en) et Matthew Robinson (en)
- Musique : Marco Beltrami et Marcus Trumpp
- Montage : Debbie Berman et Nancy Richardson
- Production : Shawn Levy et Dan Cohen
- Sociétés de production : 21 Laps Entertainment et Entertainment One
- Sociétés de distribution : Paramount Pictures ; Netflix
- Budget : 30 000 000 de dollars[1]
- Pays d'origine :  États-Unis
- Langue originale : anglais
- Format : couleur
- Genres : Comédie horrifique, science-fiction et catastrophe
- Durée : 109 minutes
- Dates de sortie :
  - États-Unis : 16 octobre 2020
  - France : 14 avril 2021 (Netflix)
- Classification :
  - États-Unis : PG-13 (action/violence et langage)

## Distribution
- Dylan O'Brien (VF : Fabrice Trojani) : Joel Dawson
- Jessica Henwick (VF : Ingrid Donnadieu) : Aimee
- Michael Rooker (VF : Gérard Surugue) : Clyde Dutton
- Ariana Greenblatt (VF : Clotilde Verry) : Minnow
- Te Kohe Tuhaka (VF : Pape Bamar Kane) : Tim
- Ellen Hollman : Dana
- Amali Golden : Ava
- Melanie Zanetti (VF : Delphine Rivière) : Kala
- Tasneem Roc (en) : Anna Lucia
- Dan Ewing (VF : Matthieu Albertini) : le capitaine Brooks « Cap » Wilkinson
- Tre Hale (VF : Arnaud Arbessier) : Rocko
- Pacharo Mzembe (en) (VF : Jean-Michel Vaubien) : Ray
- Senie Priti : Karen
- Donnie Baxter : Parker
- Andrew Buchanan (VF : Arnaud Arbessier) : Mr Dawson
- Larry Cedar : Elderly Colonist
- Damien Garvey : Bill
- Bruce Spence : Old Pete

## Production

### Développement
En juin 2012, il est annoncé que Paramount Pictures développait le film Monster Problems, avec comme producteur Shawn Levy, basé sur un scénario de Brian Duffield. Il est décrit comme un film post-apocalyptique dans la veine de Mad Max et Bienvenue à Zombieland avec une histoire d'amour à la John Hughes.

### Attribution des rôles
En octobre 2018, il est annoncé que Dylan O'Brien était en pourparlers pour faire partie du film.
En mars 2019, Michael Rooker et Ariana Greenblatt rejoignent O'Brien, avec Michael Matthews à la réalisation,. En avril, il est annoncé que Jessica Henwick a rejoint le casting. L'acteur australien Dan Ewing rejoint également le film dans un second rôle.

### Tournage
Le tournage a lieu à Gold Coast, le 25 mars 2019, et se termine en mai 2019,.

## Accueil

### Sorties
Le film devait initialement sortir le 6 mars 2020. En octobre 2019, on apprend que la date de sortie est déplacée au 17 avril 2020.
En février 2020, il est de nouveau repoussé au 12 février 2021. En août 2020, Paramount annonce qu'en raison de la pandémie COVID-19, le film serait diffusé via vidéo à la demande le 16 octobre 2020. Le titre du film est changé de Monster Problems à Love and Monsters. Le film est également diffusé dans 387 salles pendant le week-end du 16 au 18 octobre 2020.

### Box-office et VOD
Lors de son premier week-end, Love and Monsters était le film le plus loué sur FandangoNow et Apple TV. Le film est également diffusé dans 387 cinémas parallèlement à sa sortie en VOD et rapporte 255 000 dollars lors de son week-end d'ouverture. Dans son deuxième week-end, le film termine deuxième sur Apple TV, troisième sur Fandango et huitième sur Spectrum, puis s'est classé deuxième sur Spectrum, cinquième sur Fandango et septième sur Google dans son troisième week-end.

## Distinction

### Nomination
- Oscars 2021 : meilleurs effets visuels